# MD2
MD2讯息摘要演算法（英語：MD2 Message-Digest Algorithm）是由Ronald Rivest在1989年设计的密码杂凑函数，该算法针对8位计算机进行了优化。

## MD2散列
128位的MD2哈希值通常表示为32位的十六进制数字。以下是一个43位长的仅ASCII字母列的MD2散列：
```
MD2("The quick brown fox jumps over the lazy dog") = 
03d85a0d629d2c442e987525319fc471
```

即使在原文中作一个小变化（比如用c取代d）其散列也会发生巨大的变化：
```
MD2("The quick brown fox jumps over the lazy cog") = 
6b890c9292668cdbbfda00a4ebf31f05
```

空文的散列为：
```
MD2("") = 
8350e5a3e24c153df2275c9f80692773
```